# Ветлуга
 Тази статия е за града в Русия.  За реката вижте Ветлуга (река).  
Ветлуга (на руски: Ветлуга) е град в Русия, административен център на Ветлужки район, Нижегородска област. Населението на града към 1 януари 2018 година е 8455 души.

## Известни личности
Родени във Ветлуга
- Василий Розанов (1856 – 1919), философ